# Traci Braxton
Traci Renee Braxton (Severn, 2 de abril de 1971 — 12 de março de 2022) foi uma cantora americana, participou de reality show e teve um programa de de rádio.
O álbum de estreia solo de Braxton, Crash & Burn, foi lançado em outubro de 2014, precedido pelo single "Last Call". "Last Call" alcançou o número 16 na parada R&B Adult dos EUA. "Crash & Burn" estreou no número 108 na parada Billboard Hot 200 com vendas de 4.000 em sua primeira semana e alcançou o número 11 na parada de álbuns de R&B da Billboard relançada e em primeiro lugar na parada de álbuns Heatseekers . Em abril de 2018, ela lançou o single "Broken Things" com suas irmãs Toni, Towanda e Trina. Em agosto de 2018, Traci Braxton lançou a música "Lifeline" como o primeiro single oficial de seu segundo álbum, On Earth, que foi lançado no final daquele mês. Braxton também foi membro da Zeta Phi Beta Sorority.
Em 2011, Braxton se reuniu com suas irmãs para o reality show da WE TV Braxton Family Values . A primeira temporada foi o reality show nº 1 na WE tv, e a rede fez uma segunda temporada de 13 episódios do programa após o terceiro episódio. Em 2013, Braxton conseguiu seu próprio programa de rádio chamado The Traci Braxton Show no BLIS. Radio FM.
Paralelamente à carreira de cantora, atuou em filmes como Sinners Wanted (2018), All In (2019) e The Christmas Lottery (2020).

## Inicio da vida
Braxton nasceu em Severn, Maryland como o terceiro filho de seus pais. Seu pai, Michael Conrad Braxton Sr., era um clérigo metodista e trabalhador da empresa de energia, e sua mãe, Evelyn Jackson, natural da Carolina do Sul, era uma ex-cantora de ópera e cosmetologista, além de pastora. O avô materno de Braxton também era pastor.
Braxton tem um irmão mais velho, Michael Jr. (nascido em 1968), e quatro irmãs, Toni (nascido em 1967), Towanda (nascido em 1973), Trina (nascido em 1974) e Tamar (nascido em 1977). Braxton e seus irmãos foram criados em uma família estritamente religiosa, e a primeira experiência de atuação de Braxton foi cantando no coral de sua igreja.

## Carreira

### 1989-1991: início da carreira com The Braxtons
Toni, Traci, Towanda, Trina e Tamar Braxton assinaram seu primeiro contrato com a Arista Records em 1989.  Em 1990, eles lançaram seu primeiro single, " Good Life ". Seria o único single deles como um quinteto. "Good Life" não foi um sucesso, chegando ao número 79 na parada de singles de R&B/Hip-Hop da Billboard. Na época do lançamento do single, as diferenças de idade dos membros criaram um problema de marketing. Posteriormente, os Braxtons foram retirados da Arista Records. 
Em 1991, durante uma amostra de álbum com Antonio "LA" Reid e Kenneth "Babyface" Edmonds, que estavam no processo de formação da LaFace Records, Toni Braxton, menos suas quatro irmãs, foi escolhida e assinou como a primeira artista solo feminina da gravadora. Na época, os membros restantes foram informados de que o LaFace não estava procurando por outro grupo feminino, pois havia acabado de assinar o TLC .

### 1992-1995: Complicações na carreira e gravidez
Após a saída de Toni do grupo em 1991, os membros restantes do Braxtons tornaram-se cantores de apoio para a primeira turnê americana de Toni, vídeos musicais e aparições promocionais. Traci, Towanda, Trina e Tamar foram destaque no videoclipe do terceiro single de Toni Braxton, " Seven Whole Days ", de seu álbum de estreia . 
Em 1993, o vice-presidente da LaFace Records A&R, Bryant Reid, assinou com os Braxtons para a LaFace. No entanto, o grupo nunca lançou um álbum ou single para a gravadora. Quando Reid passou a trabalhar para a Atlantic Records, ele convenceu os executivos da LaFace a permitir que ele levasse o grupo para a Atlantic também.
Foi relatado na revista Vibe que em 1995, Traci Braxton havia deixado o grupo para seguir a carreira de conselheira de jovens. No entanto, não foi confirmado até 2004, quando Towanda Braxton apareceu na 2ª temporada do reality show Starting Over, que Traci não foi autorizada a assinar com a Atlantic por causa de sua gravidez na época. 

### 2011-2014: Reality show
Em 2011, Braxton se reuniu com suas irmãs para o reality show da WE, Braxton Family Values . Ela faz aparições como backing vocal de suas irmãs em alguns shows ao longo dos anos. Em 2013, Braxton e seu marido Kevin Surratt se juntaram à terceira temporada de Marriage Boot Camp .
Em 2013, Braxton começou sua carreira solo depois de assinar com o conglomerado de mídia independente Entertainment One sob eOne Music e Soul World Entertainment para lançar um álbum. No mesmo ano, ela conseguiu seu próprio programa de rádio chamado The Traci Braxton show no BLIS. Radio FM.
Seu álbum de estreia solo, Crash & Burn, foi lançado em 7 de outubro de 2014. O primeiro single do álbum "Last Call" alcançou o número 16 no R&B Adult dos EUA. "Crash & Burn" estreou no número 108 na Billboard Hot 200 com vendas de 4.000 em sua primeira semana. O álbum também alcançou o 11º lugar na relançada parada de álbuns de R&B da Billboard e em 1º na parada de álbuns Heatseekers . Um single de acompanhamento "Perfect Time" foi lançado em 2015.

### 2015–2022: A reunião dos Braxtons, filmes eNa Terra
Em 14 de janeiro de 2015, integrou a banca julgadora da Sra. DC América 2015. Em outubro de 2015, The Braxtons lançou seu segundo álbum Braxton Family Christmas . O álbum foi lançado em 30 de outubro e pré-encomendado em 16 de outubro. Braxton Family Christmas estreou no número 27 na Billboard R&B/Hip-Hop Albums dos EUA, número 10 na parada de R&B dos EUA e número 12 no US Top Holiday Albums em 21 de novembro de 2015. O álbum alcançou o número 1 no US Heatseekers Albums em 12 de dezembro de 2015.
Em 17 de maio de 2016, durante um vídeo ao vivo no Facebook na página Braxton Family Values, foi anunciado que Braxton estava lançando um novo single em 2016 intitulado "Body Shots" de seu segundo álbum de estúdio.
Em 21 de maio de 2017, ela estrelou a peça de teatro There's a Stranger in My House . Em 26 de setembro de 2017, Braxton foi destaque no título do rapper Kokayi "Moonlight" .
Em 20 de abril de 2018, ela lançou o single "Broken Things" com suas irmãs Toni, Towanda e Trina. Em 3 de agosto de 2018, Traci Braxton lançou "Lifeline" como o primeiro single oficial de seu segundo álbum, On Earth, que foi lançado em 24 de agosto de 2018.
Ao mesmo tempo, ela fez sua estréia no cinema no longa-metragem Sinners Wanted Em 13 de junho de 2019, ela atuou no filme All In, estrelado por Lil Mama .
Em 12 de dezembro de 2020, ela estrelou o filme The Christmas Lottery .
Em 24 de setembro de 2021, ela foi destaque na música "Stay with Me", interpretada por Candiace, retirada de seu álbum Deep Space .

## Morte
Braxton morreu em 12 de março de 2022, aos 50 anos. Ela sofria de câncer de esôfago por pelo menos um ano antes de sua morte.
Além de sua irmã, ela deixa seu marido, Kevin Surrat, seu filho, Kevin Surrat Jr., e Olivia (nascida Barron), e seu neto, Kevin Surrat, III.

## Discografia

### Álbuns
| Título       | Detalhes do álbum                                                                                 |     |        |       |          |
| Título       | Detalhes do álbum                                                                                 | US  | USHeat | USR&B | USR&B/HH |
| ------------ | ------------------------------------------------------------------------------------------------- | --- | ------ | ----- | -------- |
| Crash & Burn | - Lançado: 7 de outubro de 2014 - Marca: Entretenimento Um - Formato: CD, download digital        | 108 | 1      | 11    | 18       |
| On Earth     | - Lançado: 24 de agosto de 2018 - Selo: Soul World Entertainment - Formatos: CD, download digital | —   | —      | 24    | —        |

### Músicas
| Ano  | Música                                      | Picos      | Álbum           |
| Ano  | Música                                      | USAdultR&B | Álbum           |
| ---- | ------------------------------------------- | ---------- | --------------- |
| 2014 | "Last Call"                                 | 16         | Bater e queimar |
| 2015 | "Perfect Time"                              | —          | Bater e queimar |
| 2017 | "Moonlight" (Kokayi com Traci Braxton)      | —          | —               |
| 2018 | "Broken Things" (com Toni, Towanda e Trina) | —          | Na terra        |
| 2018 | "Lifeline"                                  |            | Na terra        |

## Aparições
Filme
- 2018: Pecadores Procurados : Nana
- 2019: Tudo em : mãe adotiva
- 2020: A Loteria de Natal : Locutor

Televisão
- Braxton Family Values (como ela mesma, 2011–2020)
- Casamento Boot Camp (como ela mesma, 2014)

Rádio
- O Show de Traci Braxton

Teatro
- Há um estranho em minha casa (2017)